# 태풍 완다 (1962년)
태풍 완다 (Typhoon Wanda)는 1962년에 북서태평양에서 발생한 제16호 태풍이다. 영국령 홍콩에 심각한 피해를 남겼다.

## 같이 보기
- 태풍 완다